# Cartosat-2C
Cartosat-2С — спутник наблюдения за Землёй на солнечно-синхронной орбите, пятый спутник с названием Cartosat. Он предназначен для проведения высокодетальной съёмки в субметровом разрешении. Спутник построен в космическом центре Ahemdabad. Запущен и обслуживается Индийской Организацией космических исследований. Он был запущен 22 июня 2016 года.

## Содержимое
Спутник имеет панхроматические (PAN) камеры, способные делать черно-белые снимки в видимой области электромагнитного спектра. Она также может делать мультиспектральные снимки с высоким разрешением. Пространственное разрешение камер составляет 0,6 метра.

## Запуск
Запуск спутника изначально планировался на 20 июня 2016 года, однако он был дважды отложен из-за утечки газа. В итоге он был запущен 22 июня 2016 года ракетой PSLV со второй площадки космического центра имени Сатиша Дхавана. Одновременно вместе со спутником Cartosat-2С были запущены микроспутники LAPAN-A3, BIROS и SkySat Gen2-1, микроспутники GHGSat-D и M3MSat, наноспутники Swayam и SathyabamaSat, а также 12 наноспутников Flock-2P Dove.